# تنغ دوغر (مقاطعة دورة)
تنغ دوغر (بالفارسية: تنگ دوگر) هي قرية تقع في قسم ويسيان الريفي (مقاطعة دورة) في إيران.